# Leptocereus paniculatus
Leptocereus paniculatus ist eine Pflanzenart in der Gattung Leptocereus aus der Familie der Kakteengewächse (Cactaceae). Das Artepitheton paniculatus stammt aus dem Lateinischen, bedeutet ‚rispenartig‘ und verweist auf reich verzweigten Pflanzen.

## Beschreibung
Leptocereus paniculatus wächst baumförmig mit einer reich verzweigten Krone und erreicht Wuchshöhen von 6 bis 10 Meter und mehr. Es wird ein verholzter Stamm ausgebildet, der Durchmesser von bis zu 30 Zentimeter erreicht. Die Triebe, die aus den spitzennahen Teilen älterer Triebe erscheinen, erreichen Durchmesser von 4 bis 6 Zentimeter. Es sind meist vier, manchmal auch sechs, dünne, eingekerbte, bis zu 2,5 Zentimeter hohe Rippen vorhanden oder die Triebe sind geflügelt. Die zwölf bis 20 ausdauernden, nadeligen Dornen sind bräunlich bis grau und 2 bis 5 Zentimeter lang.
Die röhrenförmigen geraden und grünlich weißen Blüten erscheinen endständig aus dicht filzigen, cephaliumähnlichen Bildungen und öffnen sich in der Nacht. Sie sind bis zu 5 Zentimeter lang. Ihr Perikarpell und die Blütenröhre sind mit kleinen Schuppen, etwas Wolle und wenigen oder keinen Borsten besetzt. Die länglichen grünen Früchte sind fast kahl. Sie sind 6 bis 7 Zentimeter lang und weisen Durchmesser von 4 bis 5,5 Zentimeter auf.

## Verbreitung, Systematik und Gefährdung
Leptocereus paniculatus ist auf Haiti und im Südwesten der Dominikanischen Republik verbreitet.
Die Erstbeschreibung als Cactus paniculatus erfolgte 1783 durch Jean-Baptiste de Lamarck. David Richard Hunt stellt die Art 1991 in die Gattung Leptocereus. Weitere nomenklatorische Synonyme sind Cereus paniculatus (Lam.) DC. (1828) und Neoabbottia paniculata (Lam.) Britton & Rose (1921).
In der Roten Liste gefährdeter Arten der IUCN wird die Art als „Vulnerable (VU)“, d. h. als gefährdet geführt.

## Nachweise